# 傑克·克羅倫沃斯
雅各·約翰·克羅倫沃斯（英語：Jacob John Cronenworth，1994年1月21日—），為美國職棒大聯盟的內野手，目前效力於聖地牙哥教士隊。

## 職業生涯

### 坦帕灣光芒
2015年美國職棒大聯盟選秀，光芒隊在第七輪選進克羅倫沃斯。他從短期1A起步，隔年他在1A和高階1A打球，合計打擊率為2成82。2017年季中，他升上2A，合計打擊率為2成74。2018年，他在3A的打擊率為2成53。
2019年，他首度在小聯盟登板投球。他在7.1局投球中送出9次三振。該年他的打擊率為3成29，並敲出10轟與45分打點。
2019年10月10日，他代表美國隊參加2019年世界棒球12強賽。不過他在那裡的打擊率只有1成03。2019年球季末，光芒隊將他登錄進40人名單內。

### 聖地牙哥教士
2019年12月6日，光芒隊將克羅倫沃斯和湯米·范姆交易至教士隊，換來杭特·倫弗洛、賽維爾·愛德華茲和一名日後指定球員。
2020年7月26日，克羅倫沃斯登上大聯盟。他在初登板就敲出大聯盟首安。8月4日，他敲出大聯盟首轟。8月22日，他敲出大聯盟生涯首支滿貫砲。他在8月份的打擊率高達3成56，並擊出16支長打和17分打點。一舉拿下國聯單月最佳新人。這年他的打擊率為2成85，並敲出4轟與20分打點。最後他在國聯新人王票選拿下第二名，僅次於釀酒人的戴文·威廉斯。
2021年，克羅倫沃斯首度入選明星賽。他在明星賽後首戰便達成完全打擊，為史上第三位在下半季首戰達成此成就的球員。

## 外部連結
- 球員資訊和成績在MLB ，ESPN ，Baseball Reference ，Baseball Reference (Minors) ，Fangraphs ，The Baseball Cube （英文）
- 傑克·克羅倫沃斯的Instagram帳戶
- 傑克·克羅倫沃斯的X（前Twitter）

| 成就             | 成就                   | 成就                 |
| ---------------- | ---------------------- | -------------------- |
| 前任： 崔亞·特納 | 完全打擊 2021年7月16日 | 繼任： 弗萊迪·弗里曼 |